# 科伦贝格
科伦贝格是德国巴伐利亚州的一个市镇。总面积25.67平方公里，总人口2488人，其中男性1274人，女性1214人（2011年12月31日），人口密度97人/平方公里。